# 伊萬·法爾斯
伊萬·法爾斯（Iwan Fals），原名維佳萬·里斯但多（Virgiawan Listanto），1961年9月3日出生於雅加達 。是印尼知名的歌手，其擅長民謠、搖滾、鄉村以及流行音樂。

## 事業
他的歌曲創作有如快照般將印度尼西亞從1970年代後期直到現在的社會氛圍、或是當時的生活呈現出來。他的創作歌曲主題多樣，有時會描述一群特定人物，如〈Wakil Rakyat（人民代表）〉、〈Tante Lisa（麗莎阿姨）〉；還有對被邊緣化族群的同情，如〈Siang Seberang Istana〉、〈Lonteku〉；或各地遭遇的重大災害（通常是描述印尼的歌曲，但也有其他國家如衣索比亞）。不過，伊萬不僅演唱自己的創作，他有時也會翻唱一些其他人的作品。